# Сорти часнику
До Державного Реєстру сортів рослин для розповсюдження занесено 9 сортів часнику, які можна розповсюджувати в Україні.
До реєстру занесено такі сорти:
1. Прометей
2. Харнас
3. Промінь
4. Софіївський
5. Маніловській
6. Добродій
7. Мереф'янській білий
8. Дюшес
9. Знахар

## Класифікація сортів часнику
Єдиної системи не існує. Види часнику розрізняють за його властивостями.
За часом посадки
- яровий — час посадки навесні
- озимий — час посадки навесні

За стрілками
- стрілкуючі
- нестрілкуючі

За стеблом
- твердостеблеві
- м'якостеблеві

За кольором
- Білі
- Рожеві
- Фіолетові

Окремо виділяють стійкі та універсальні сорти часнику. Наприклад, сорт Любаша